# Владислав Дајковић
Владислав Дајковић (Цетиње, 13. јануар 1992) црногорски је политичар и политиколог. Дајковић је председник Слободне Црне Горе. Бивши је генерални секретар Праве Црне Горе.

## Биографија
Дајковић је рођен 13. јануара 1992. године на Цетињу. Завршио је Средњу економску школу „Мирко Вешовић” у Подгорици, а потом и студије на Факултету за међународну економију Универзитета Мегатренд у Београду. У октобру 2020. године је завршио мастер студије на Факултету политичких наука Универзитета у Београду. Усавршавао је енглески језик током боравка у Вашингтону.

### Политичка каријера
Дајковић се 2014. године придружио Покрету за неутралност, који је водио кампању против чланства Црне Горе у НАТО. Истовремено је био члан ДЕМОС-а. Успоставио је и сарадњу са Борисом Малагурским.
Заједно са Марком Милачићем је 2018. године основао Праву Црну Гору и постао њен генерални секретар. Међутим, разишли су се већ крајем 2019. године, после чега Дајковић наставља самостални активизам.
Обратио се учесницима Трећег сабора Српске деснице Мише Вацића, са којима има сарадњу. У пријатељским односима је са градоначелником Бањалуке Драшком Станивуковићем.
Учествовао је на протестима и литијама против усвајања Закона о слободи вјероисповијести, током којих је на свом фејсбук профилу уживо преносио догађаје и репресивне акције полиције, због чега је стекао широку популарност. Јавно је подржао изборну листу коалиције За будућност Црне Горе на челу са Здравком Кривокапићем на парламентарним изборима 30. августа 2020. године и учествовао у њеној кампањи.
Дана 8. октобра 2021. године најавио је оснивање своје политичке партије.